# Blérancourt
Blérancourt est une commune française située dans le département de l'Aisne en région Hauts-de-France.

## Géographie

### Localisation
Blérancourt est un bourg situé au croisement de la route départementale D 934, entre Noyon (au nord-ouest) et Coucy-le-Château-Auffrique (à l'est), avec la route départementale D 6 menant à Soissons (au sud-est).

### Communes limitrophes

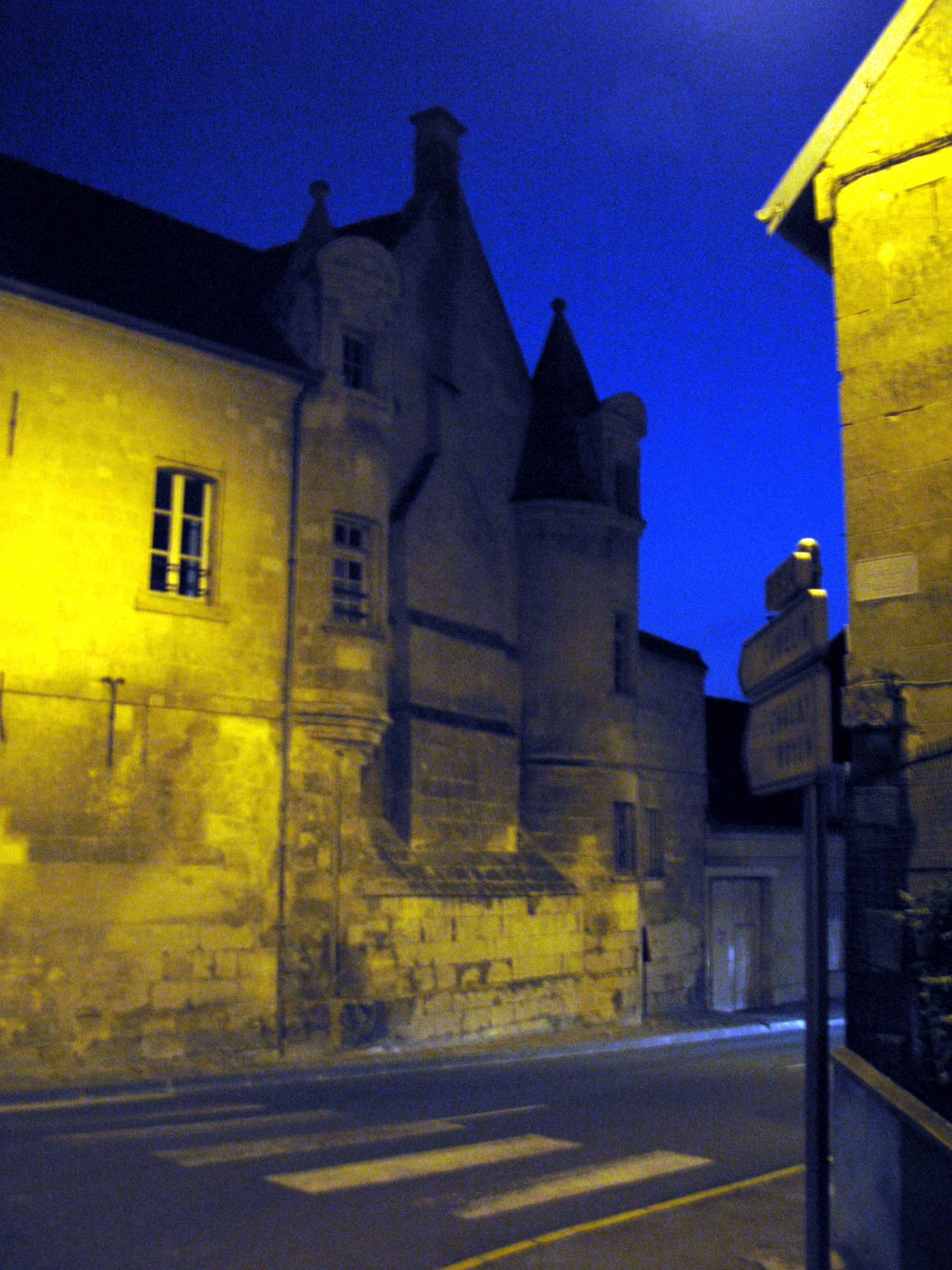
Venant de Coucy, la D 934 tourne à droite en plein centre-ville.
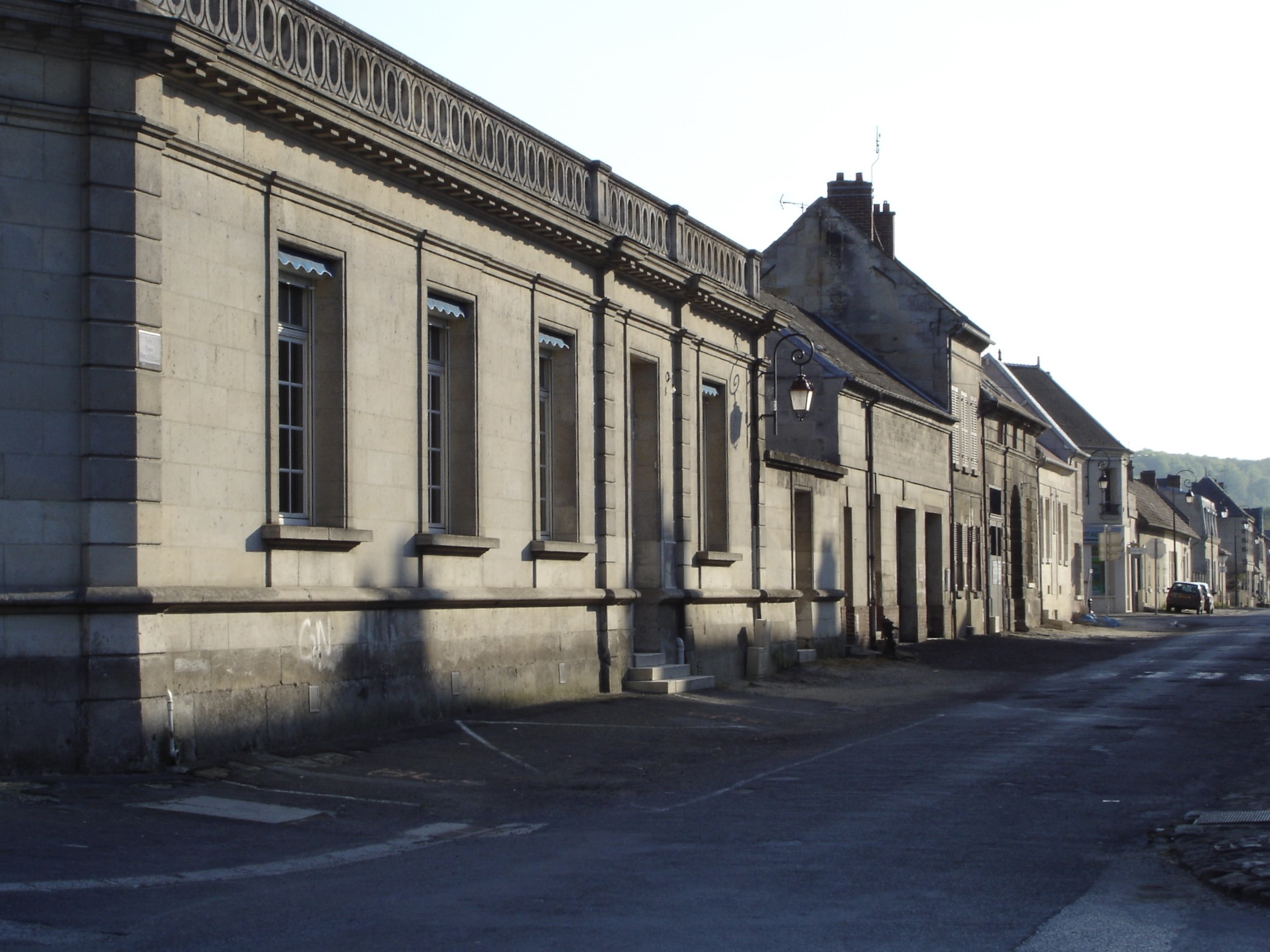
Une rue du village.

### Hydrographie
La commune est située dans le bassin Seine-Normandie. Elle est drainée par le ruisseau du Ponceau, le cours d'eau 01 de la commune de Blérancourt et le fossé 01 de la commune de Blerancourt,,.
Le ruisseau du Ponceau, d'une longueur de 10 km, prend sa source dans la commune  et se jette  dans l'Ailette à Manicamp, après avoir traversé six communes.

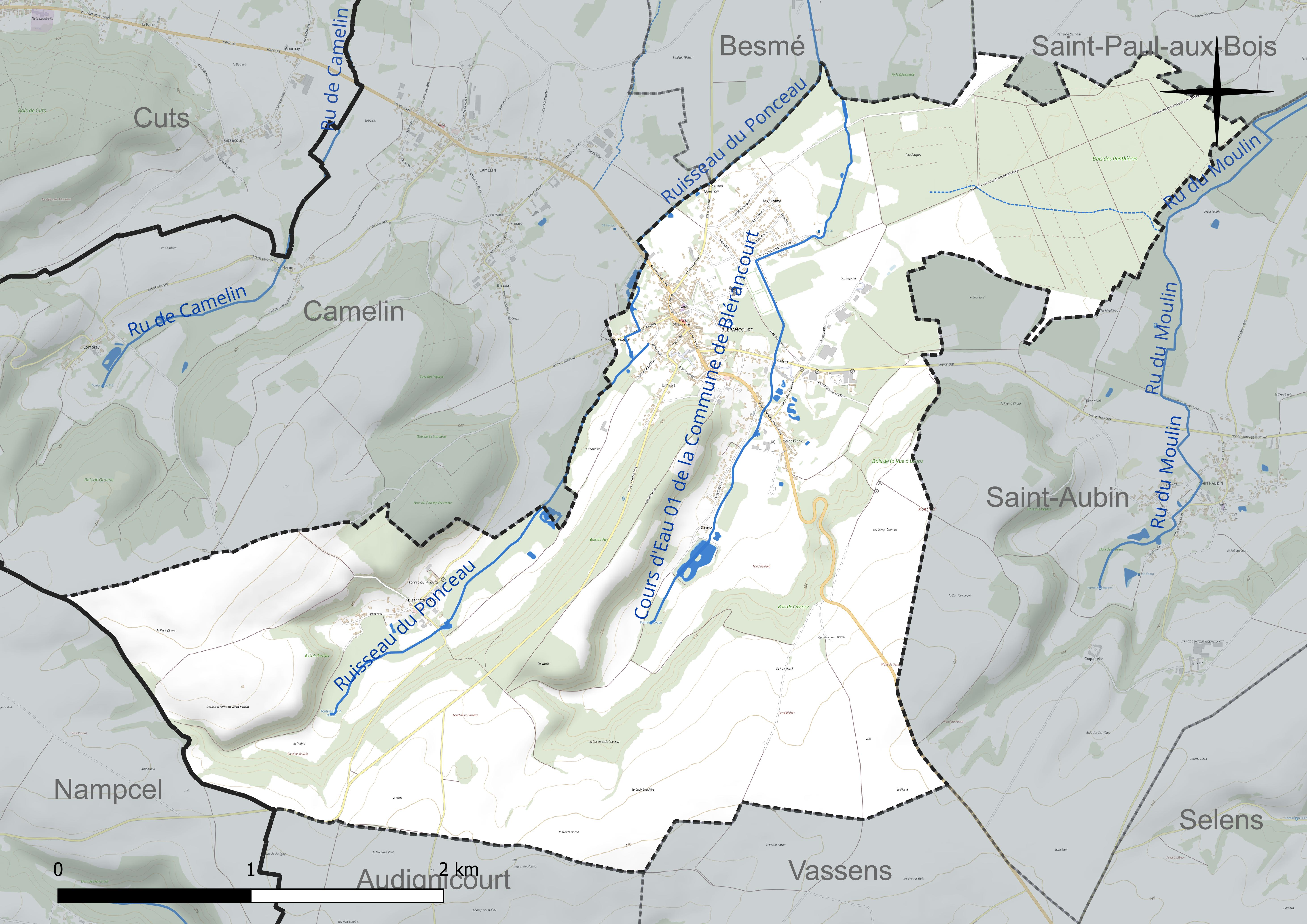
Réseau hydrographique de Blérancourt.

### Climat
Pour des articles plus généraux, voir Climat des Hauts-de-France et Climat de l'Aisne.
En 2010, le climat de la commune est de type climat océanique dégradé des plaines du Centre et du Nord, selon une étude du CNRS s'appuyant sur une série de données couvrant la période 1971-2000. En 2020, Météo-France publie une typologie des climats de la France métropolitaine dans laquelle la commune est dans une zone de transition entre le climat océanique et le climat océanique altéré et est dans la région climatique Nord-est du bassin Parisien, caractérisée par un ensoleillement médiocre, une pluviométrie moyenne régulièrement répartie au cours de l'année et un hiver froid (3 °C).
Pour la période 1971-2000, la température annuelle moyenne est de 10,6 °C, avec  une amplitude thermique annuelle de 14,9 °C. Le cumul annuel moyen de précipitations est de 702 mm, avec 11,8 jours de précipitations en janvier et 9,2 jours en juillet. Pour la période 1991-2020 la température moyenne annuelle observée sur la station météorologique la plus proche, située sur la commune de Chauny à 12 km à vol d'oiseau, est de 11,1 °C et le cumul annuel moyen de précipitations est de 709,9 mm,. Pour l'avenir, les paramètres climatiques de la commune estimés pour 2050 selon différents scénarios d'émission de gaz à effet de serre sont consultables sur un site dédié publié par Météo-France en novembre 2022.

## Urbanisme

### Typologie
Au 1er janvier 2024, Blérancourt est catégorisée bourg rural, selon la nouvelle grille communale de densité à 7 niveaux définie par l'Insee en 2022.
Elle est située hors unité urbaine et hors attraction des villes,.

### Occupation des sols
L'occupation des sols de la commune, telle qu'elle ressort de la base de données européenne d'occupation biophysique des sols Corine Land Cover (CLC), est marquée par l'importance des territoires agricoles (57,5 % en 2018), en diminution par rapport à 1990 (58,6 %). La répartition détaillée en 2018 est la suivante : 
terres arables (44,7 %), forêts (34 %), zones agricoles hétérogènes (12 %), zones urbanisées (8,5 %), prairies (0,7 %).
L'évolution de l'occupation des sols de la commune et de ses infrastructures peut être observée sur les différentes représentations cartographiques du territoire : la carte de Cassini (XVIIIe siècle), la carte d'état-major (1820-1866) et les cartes ou photos aériennes de l'IGN pour la période actuelle (1950 à aujourd'hui).

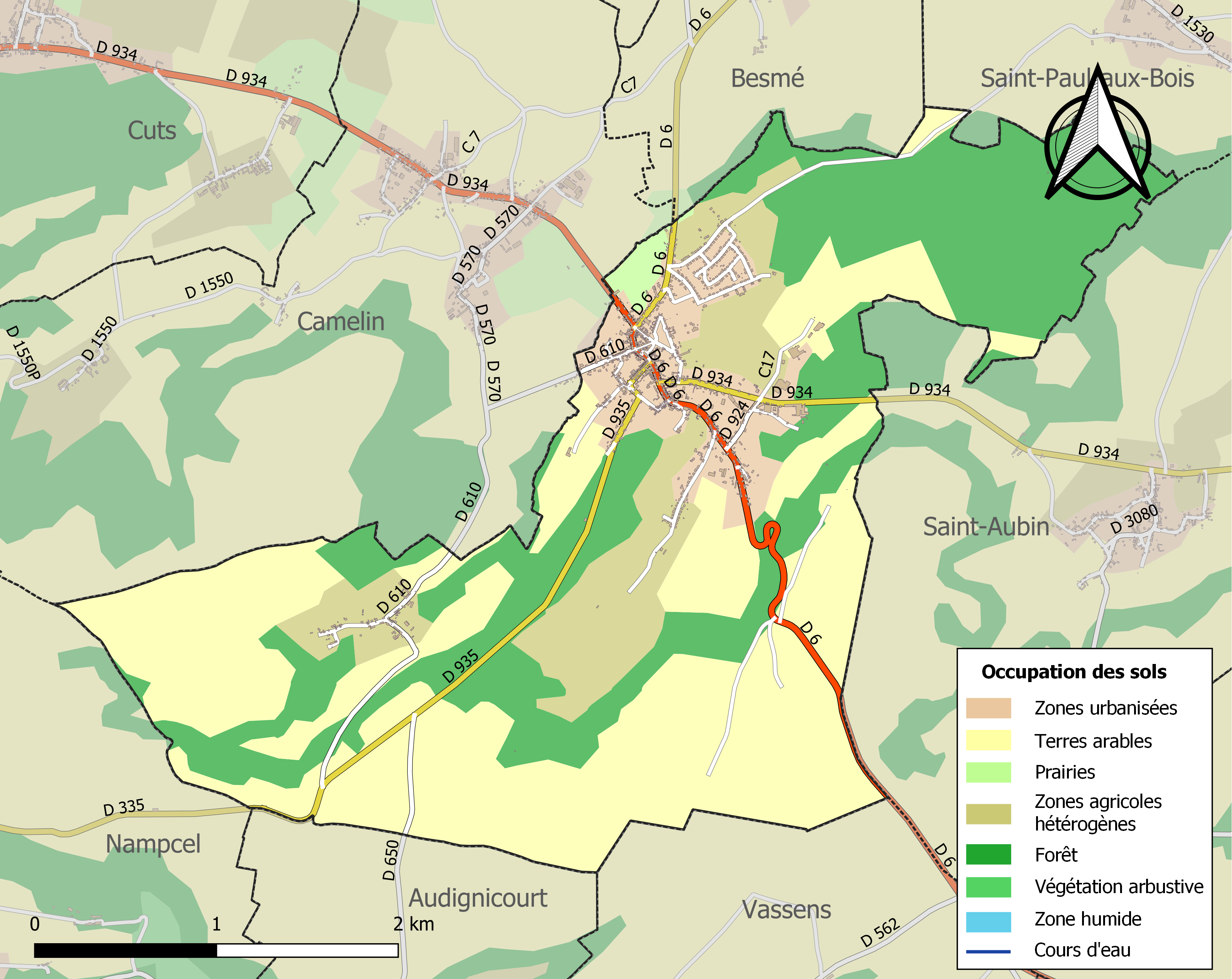
Carte des infrastructures et de l'occupation des sols de la commune en 2018 (CLC).

## Toponymie
Le nom de la localité est attesté sous les formes Blarencurtis (1138) ; Blérencort (1287) ; Blérencourt (1298).

## Histoire

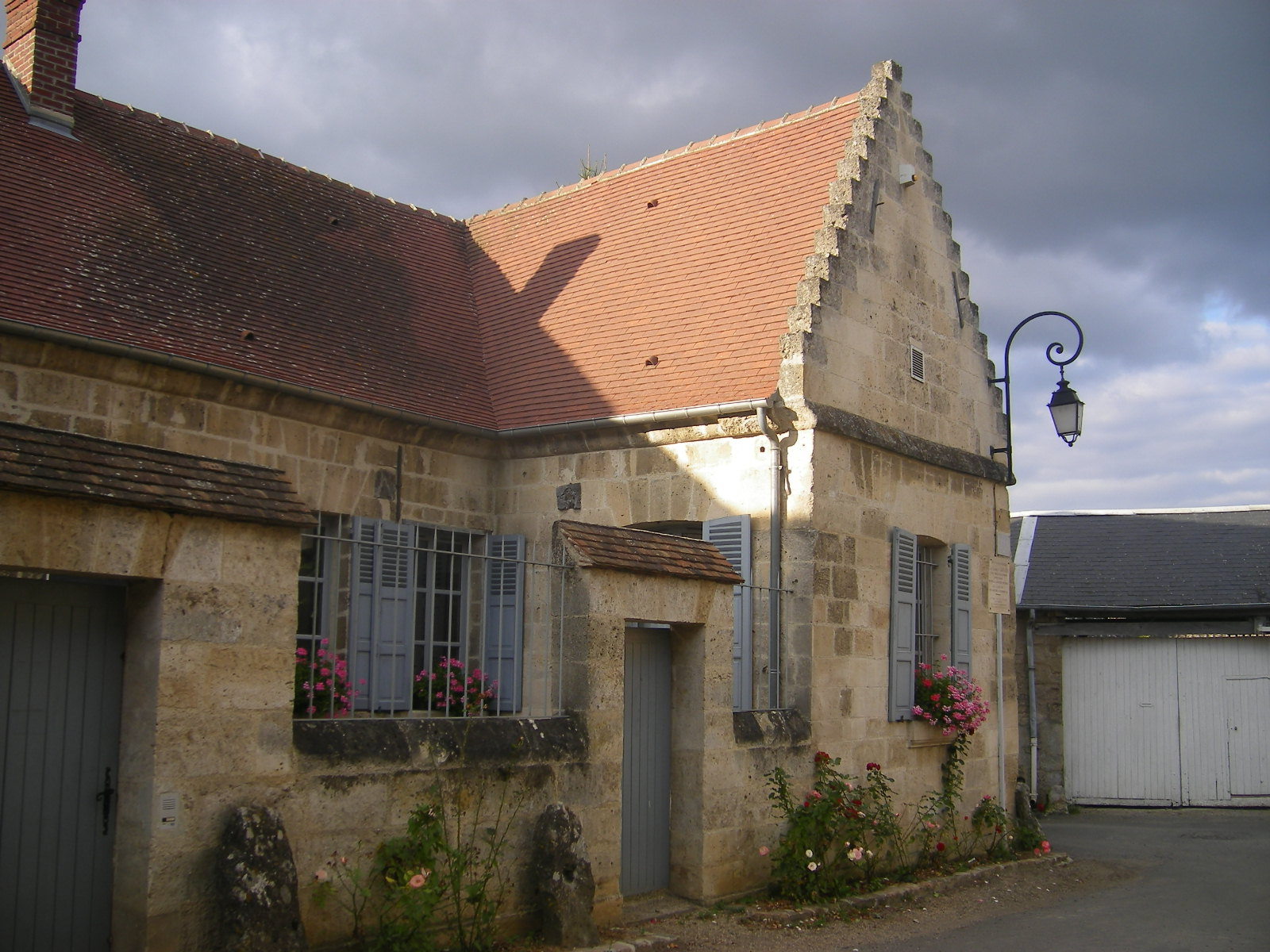
La maison de Saint-Just.

La terre de Blérancourt reste aux sires de Coucy jusqu'en 1230, pour passer ensuite aux mains de la famille de Fontaine. Bernard Potier de Gesvres, l'un des principaux propriétaires de Normandie par son mariage avec Charlotte de Vieux-Pont, en 1600, a une grande influence sur le développement et la prospérité de Blérancourt. Il emploie son immense fortune à l'embellissement du bourg, au soulagement des misères, à la fondation d'œuvres charitables. Ce personnage prestigieux, apprécié par Henri IV et Marie de Médicis, fait ériger le château où il attire savants et artistes. Gouverneur de Fougères, de Langres, grand bailli de Coucy, il fait construire une halle, un pressoir, des boutiques, crée un couvent des Feuillants et un hospice pour orphelins. Le château, mis à sac par les Espagnols, est acheté en 1793 par les « Bandes noires[C'est-à-dire ?] », pour être démantelé.

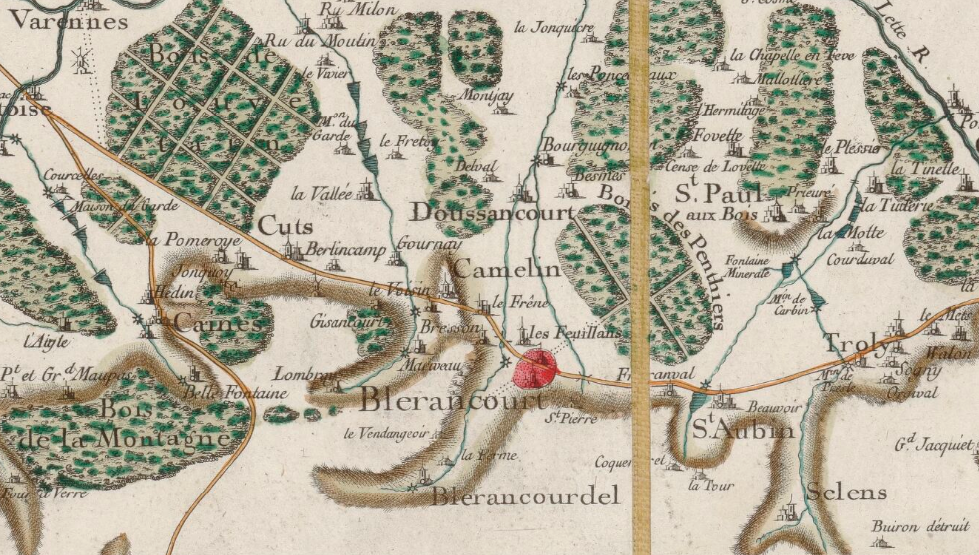
Blérancourt et ses environs sur la carte de Cassini (XVIIIe siècle).

Vers 1750, Jean-Jérôme-Joseph Grenet de Marquette, seigneur de Marquette-en-Ostrevant, est le fils de Jérôme-Joseph Grenet de Marquette, chevalier, conseiller de la ville de Lille, subdélégué de l'Intendant à Cambrai, anobli en 1743, substitut du procureur du roi, et de Mademoiselle de Hoves. Jean-Jérôme -Joseph devient conseiller-pensionnaire (conseiller juridique) de Lille. Il achète les terres de Wasmes et de Blérancourt  et meurt le 25 février 1787. Il épouse en 1744 Antoinette-Joseph-Thérèse Aulent, fille de Pierre-Alexandre, seigneur de la Longuerie, et conseiller de la gouvernances, et de demoiselle Chauwin.
Jérôme-Joseph Grenet de Marquette, fils de Jean-Jérôme-Joseph, est marquis de Blérancourt, seigneur de Marquette. Il épouse le 16 juillet 1778 à Paris, Alexandrine-Joseph de Chabenat de Bonneuil, fille d'André-Charles-Louis, président de la deuxième chambre des enquêtes au Parlement de Paris. Alexandrine-Joseph meurt à Paris le 19 avril 1785. Son mari épouse le 26 avril 1785 (une semaine plus tard) Marie-Albertine Imbert de la Basecque.
Julien Grenet (1786-1839), marquis de Blérancourt, fils de Jérôme-Joseph, nait le 20 février 1786 et meurt le 25 février 1839. Il épouse Anne-Bernardine de Guéroult de Boisclaireau, morte à Saint-Germain, le 13 novembre 1853, sans enfants. Pauline Grenet de Blérancourt, sœur de Julien, née en 1790 épouse le marquis de Saint-Éxupéry.
Parmi les grandes figures de Blérancourt, il faut également  citer celle de Louis Antoine de Saint-Just, qui est désigné en 1790 comme électeur départemental pour le canton. Il est présent à l'assemblée lorsque est choisi le chef-lieu du département de l'Aisne. Partisan de Soissons, il doit s'incliner devant la majorité qui vota pour Laon. Député puis président de la Convention, il monte sur l'échafaud le 28 juillet 1794 (10 thermidor an II), en compagnie de Robespierre, qui l'entraîne dans sa chute.
En 1917, Anne Morgan et Anne Murray Dike vinrent s'installer au château, qui leur avait été assigné comme quartier général, pour soulager la population des misères de l'occupation ennemie.
En 1968, Blérancourt absorbe la commune voisine de Blérancourdelle.

## Politique et administration

### Découpage territorial
La commune de Blérancourt est membre de la communauté de communes Picardie des Châteaux, un établissement public de coopération intercommunale (EPCI) à fiscalité propre créé le 1er janvier 2017 dont le siège est à Pinon. Ce dernier est par ailleurs membre d'autres groupements intercommunaux.
Sur le plan administratif, elle est rattachée à l'arrondissement de Laon, au département de l'Aisne et à la région Hauts-de-France. Sur le plan électoral, elle dépend du  canton de Vic-sur-Aisne pour l'élection des conseillers départementaux, depuis le redécoupage cantonal de 2014 entré en vigueur en 2015, et de la quatrième circonscription de l'Aisne  pour les élections législatives, depuis le dernier découpage électoral de 2010.

### Administration municipale
| Période                                  | Période                   | Identité          | Étiquette | Qualité                                              |
| ---------------------------------------- | ------------------------- | ----------------- | --------- | ---------------------------------------------------- |
| Les données manquantes sont à compléter. |                           |                   |           |                                                      |
|                                          | 1878                      | Denoyn Merlier    |           | Blérancourt Blérancourdelle                          |
| 1879                                     |                           | Caille Merlier    |           | Blérancourt Blérancourdelle                          |
| ....                                     | ....                      | Gaston Dessoubrie |           |                                                      |
| mars 2001                                | En cours (au 31 mai 2020) | Patrick Laplace   | PRG       | Conseiller juridique Réélu pour le mandat 2020-2026, |

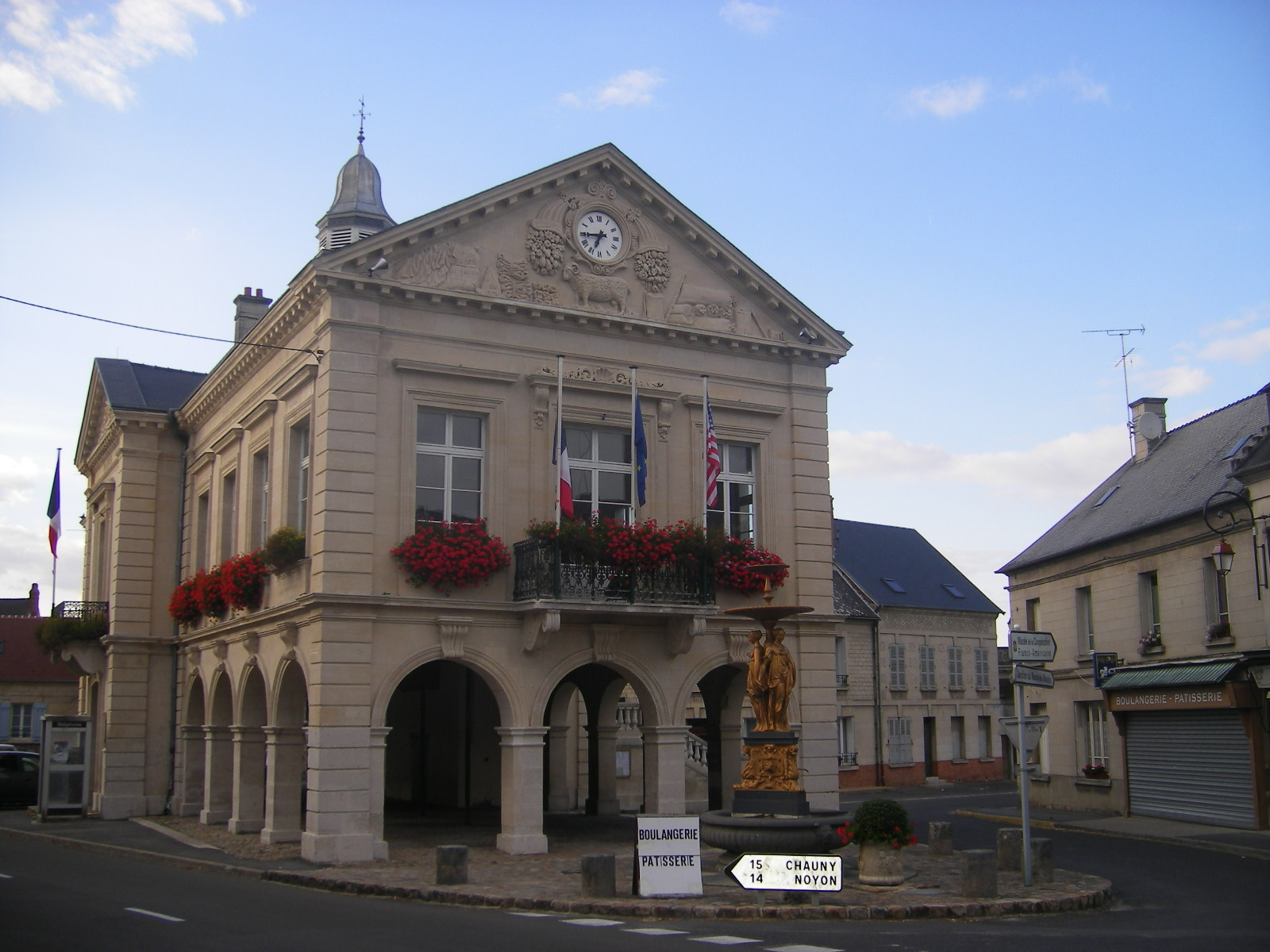
L'hôtel de ville, avec son fronton décoré.

Gaston Dessoubrie a parrainé la candidature de Raymond Barre aux élections présidentielles de 1988.

## Démographie
L'évolution du nombre d'habitants est connue à travers les recensements de la population effectués dans la commune depuis 1793. Pour les communes de moins de 10 000 habitants, une enquête de recensement portant sur toute la population est réalisée tous les cinq ans, les populations de référence des années intermédiaires étant quant à elles estimées par interpolation ou extrapolation. Pour la commune, le premier recensement exhaustif entrant dans le cadre du nouveau dispositif a été réalisé en 2007.

En 2022, la commune comptait 1 212 habitants, en évolution de −4,57 % par rapport à 2016 (Aisne : −1,97 %, France hors Mayotte : +2,11 %).
| 1793 | 1800 | 1806  | 1821  | 1831  | 1836  | 1841  | 1846  | 1851  |
| ---- | ---- | ----- | ----- | ----- | ----- | ----- | ----- | ----- |
| 923  | 878  | 1 154 | 1 159 | 1 185 | 1 151 | 1 161 | 1 173 | 1 129 |

| 1856  | 1861  | 1866  | 1872  | 1876  | 1881  | 1886 | 1891  | 1896  |
| ----- | ----- | ----- | ----- | ----- | ----- | ---- | ----- | ----- |
| 1 059 | 1 071 | 1 137 | 1 112 | 1 056 | 1 066 | 990  | 1 033 | 1 011 |

| 1901 | 1906 | 1911 | 1921 | 1926 | 1931 | 1936 | 1946 | 1954 |
| ---- | ---- | ---- | ---- | ---- | ---- | ---- | ---- | ---- |
| 997  | 973  | 905  | 821  | 813  | 817  | 816  | 858  | 857  |

| 1962 | 1968 | 1975  | 1982  | 1990  | 1999  | 2006  | 2007  | 2012  |
| ---- | ---- | ----- | ----- | ----- | ----- | ----- | ----- | ----- |
| 910  | 945  | 1 115 | 1 177 | 1 270 | 1 193 | 1 252 | 1 260 | 1 229 |

| 2017  | 2022  | - | - | - | - | - | - | - |
| ----- | ----- | - | - | - | - | - | - | - |
| 1 290 | 1 212 | - | - | - | - | - | - | - |

## Économie

### Entreprises
- L'Atelier des Coteaux[29], entreprise de restauration d'automobiles anciennes, notamment de marque Jaguar.

## Culture locale et patrimoine

### Lieux et monuments

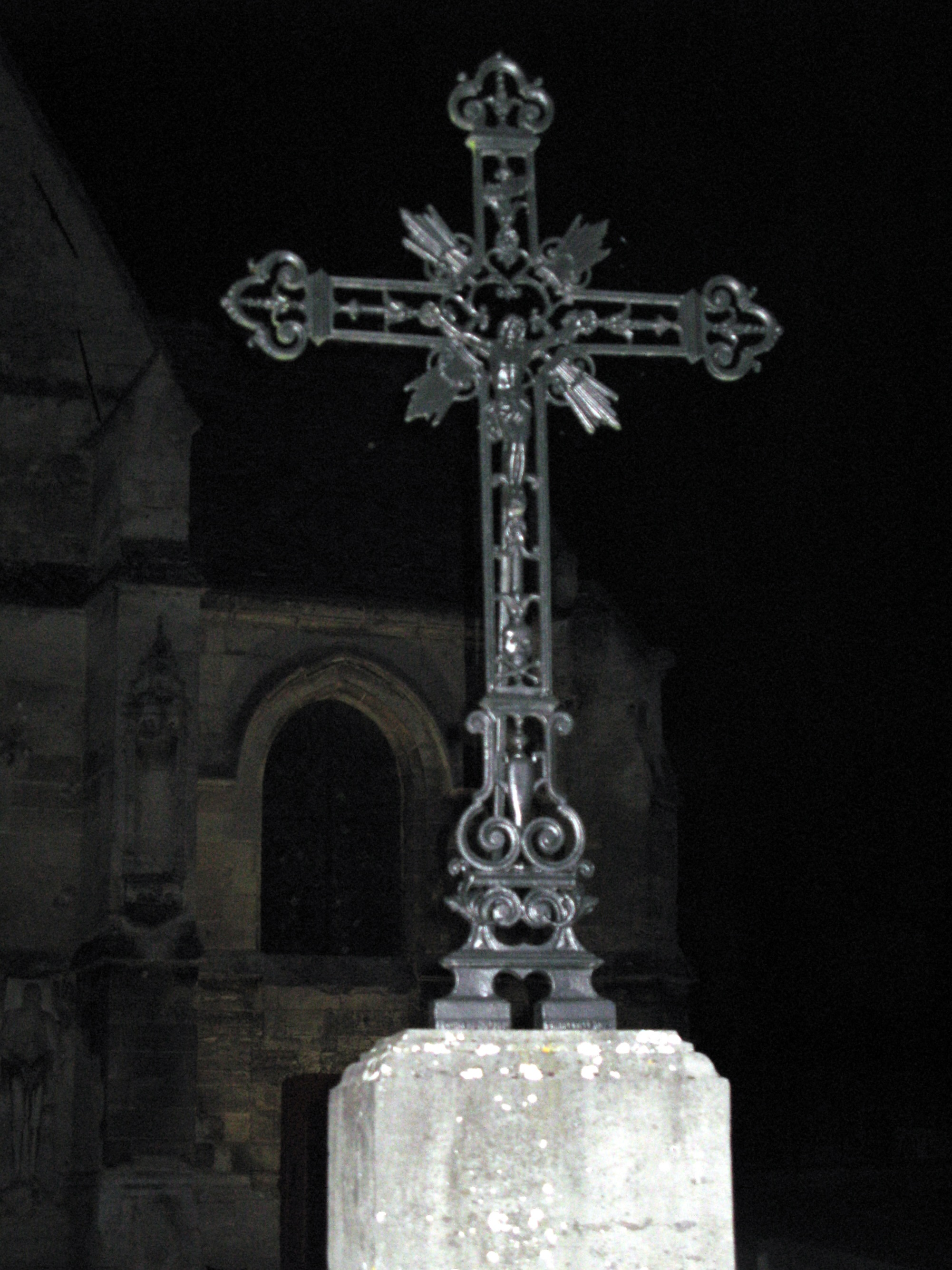
La croix devant l'église.

- Église Saint-Pierre-ès-Liens[30], dont le portail est décoré de chaque côté par la sculpture d'un chevalier en armure, est classée aux monuments historiques depuis 1921. Vitraux de 1926 par Louis Mazetier et vitraux contemporains par Alain Mongrenier et Fleur Nabert.
- Église Sainte-Marie-Madeleine de Blérancourdelle.
- Chapelle de l'hôtel de Fourcroy de Blérancourt.
- Château (ancien château des ducs de Gesvres), au sein duquel se situe le Musée national de la coopération franco-américaine et les jardins du Nouveau-Monde. Construit à partir de 1612 en pierre de taille et entouré de fossé, il fut déclaré comme bien national sous la Révolution, puis fut fortement endommagé pendant la Première Guerre mondiale. À la fin de celle-ci, il abrita le quartier général pour l'organisation de secours portés aux civils puis fut transformé dans l'entre-deux-guerres en musée. L'édifice a été classé monument historique en cinq tranches entre 1925 et 2002.
- Maison de Saint-Just (Maison du conventionnel Saint-Just) située 2 rue de la Chouette et dont la façade et les toitures sont classées au titre des Monuments historiques depuis 1987. La famille du futur révolutionnaire montagnard s'y est installée en 1776.
- Ancien couvent des Feuillants, dont la porte monumentale est classée depuis 1928.

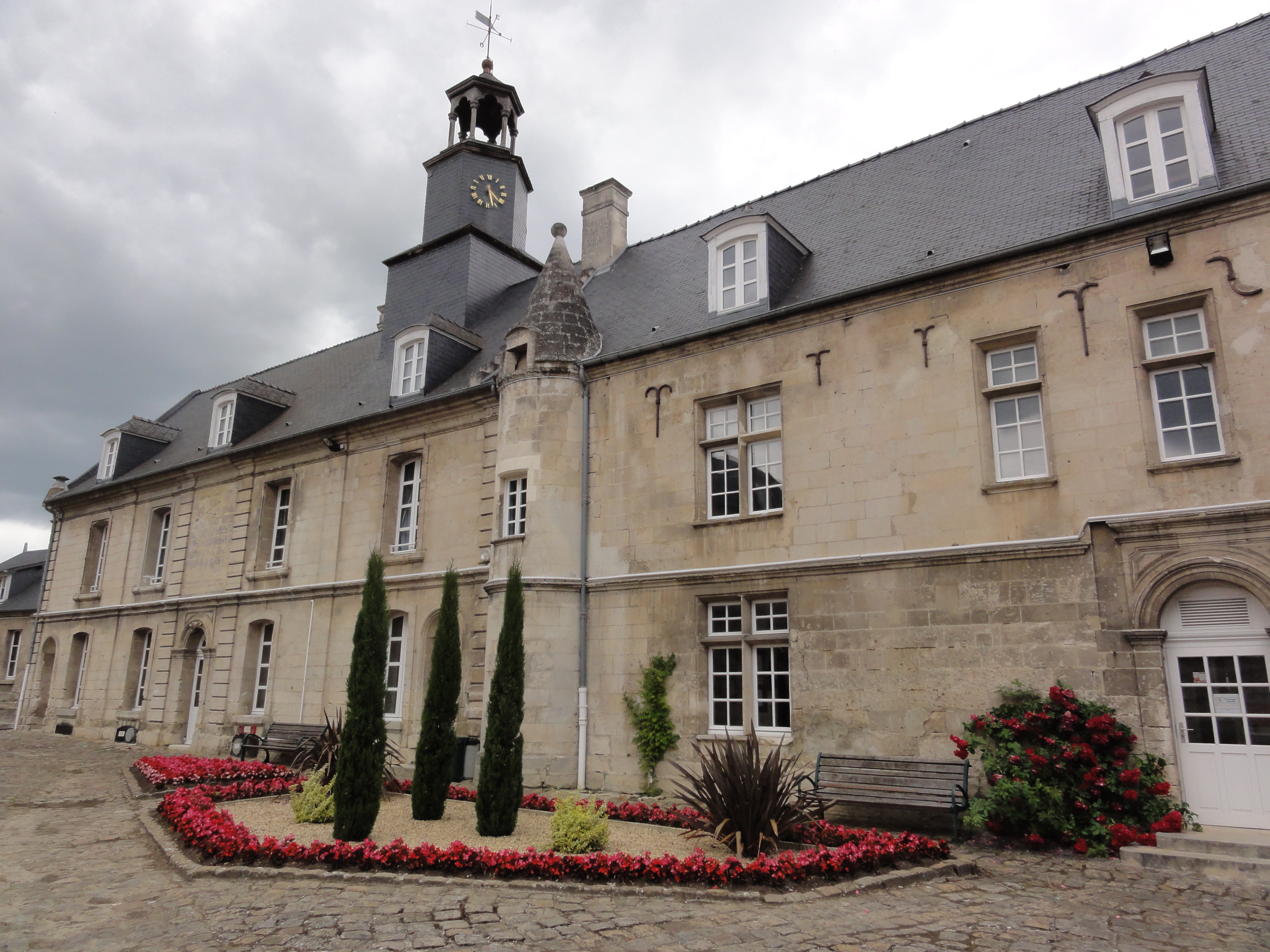
Hôtel de Fourcroy.

- Hôtel de Fourcroy, ancienne propriété de Bernard Potier et de son épouse Charlotte de Vieuxpont, devenu en 1661 une Fondation pour l'éducation des orphelins de la région, classé depuis 1927.

### Personnalités liées à la commune
- Louis Antoine de Saint-Just, révolutionnaire français (théoricien de la Terreur), fréquente l'école du village (1776-1779).
- Paul Sézille (né en 1879 à Blérancourt - 1944), collaborateur français et propagandiste antisémite durant l'Occupation, secrétaire général de l'Institut d'étude des questions juives, officine financée par les nazis.
- Claude-Nicolas Le Cat (1700-1768) : chirurgien, y est né.
- Bernard Quilliet, historien : son livre de souvenirs familiaux Un goût de pierre à fusil[31] a principalement pour cadre "Blavincourt" pendant la Première guerre mondiale, bourg fictif qui est en réalité Blérancourt, berceau de sa famille paternelle.

### Héraldique
| Blason de Blérancourt | Blason  | D'azur à trois mains dextres appaumées d'or, au franc-quartier échiqueté d'argent et d'azur de quatre tires brochant. Ornements extérieursCroix de guerre 1914-1918 |
| Blason de Blérancourt | Détails | Selon l'Armorial de France, le blason ne comporte que deux mains : celles de deux frères morts au service du Roi. Blason adopté par la municipalité.                |

## Pour approfondir